# Comuna de Cedry Wielkie
Cedry Wielkie (polaco: Gmina Cedry Wielkie) é uma gminy (comuna) na Polónia, na voivodia de Pomerânia e no condado de Gdański. A sede do condado é a cidade de Cedry Wielkie.
De acordo com os censos de 2004, a comuna tem 6117 habitantes, com uma densidade 49,2 hab/km².

## Área
Estende-se por uma área de 124,28 km², incluindo:
- área agricola: 82%
- área florestal: 0%

## Demografia
Dados de 30 de Junho 2004:
|                      | Total   | Total | Mulheres | Mulheres | Homens  | Homens |
| -------------------- | ------- | ----- | -------- | -------- | ------- | ------ |
|                      | pessoas | %     | pessoas  | %        | pessoas | %      |
| População            | 6117    | 100   | 3085     | 50,4     | 3032    | 49,6   |
| Densidade (pop./km²) | 49,2    | 100   | 24,8     | 24,8     | 24,4    | 24,4   |

De acordo com dados de 2005, o rendimento médio per capita ascendia a 1892,33 zł.

## Comunas vizinhas
- Gdańsk, Ostaszewo, Pruszcz Gdański, Stegna, Suchy Dąb